# Männer und Völker
Männer und Völker ist eine deutschsprachige monografische Reihe, die von 1915 bis 1919 in	Berlin (und Wien) im Ullstein-Verlag erschien, und an der prominente Autoren der Zeit mitgewirkt haben.
24 Bände sind laut zdb-katalog.de nachgewiesen.

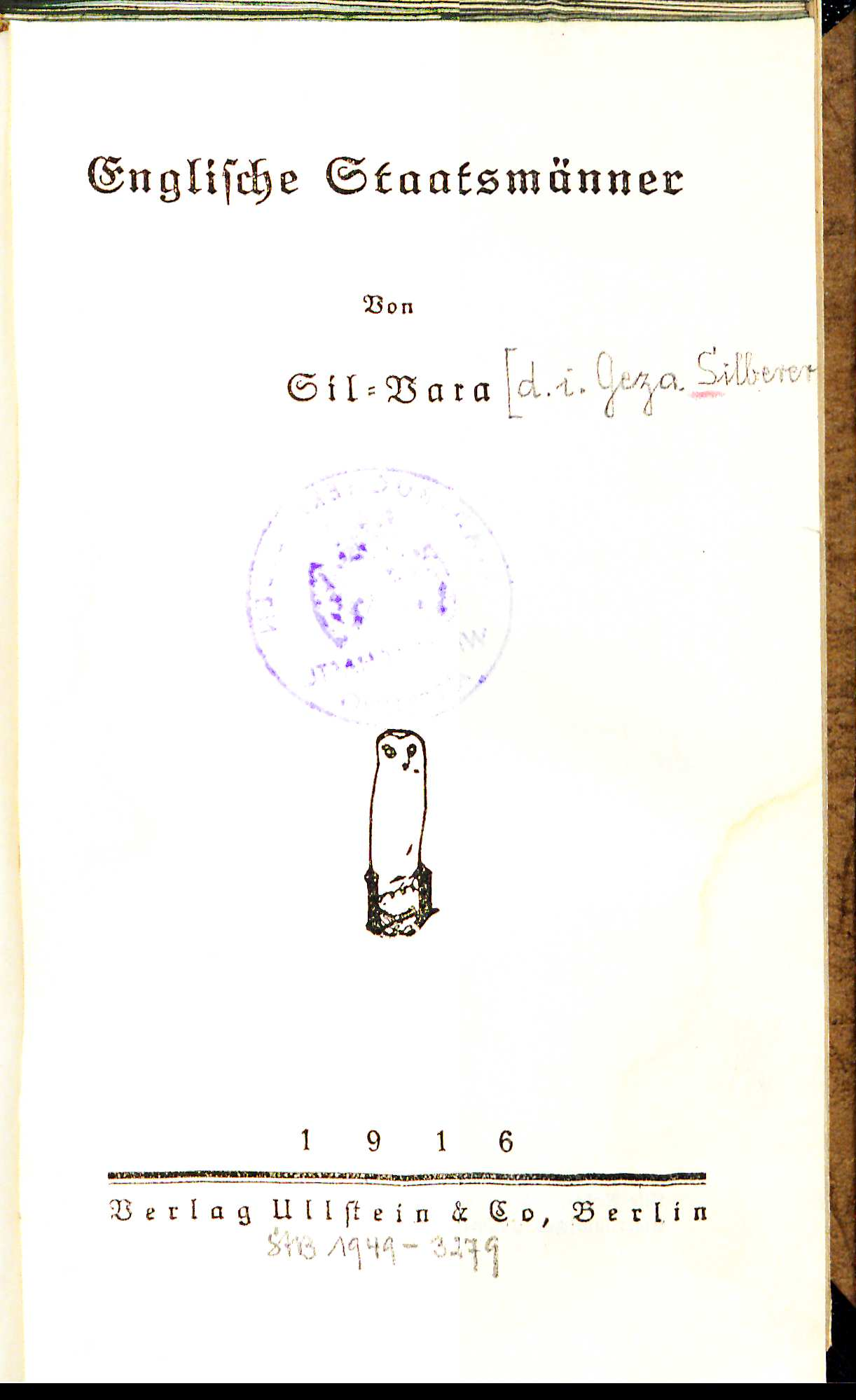
Englische Staatsmänner (1916), Band 13 der Reihe

Während der Kriegsjahre des Ersten Weltkriegs entstanden im Verlag auch Buchreihen wie die „Ullstein-Kriegsbücher“ (die die Reihe der Ullstein-Jugendbücher ersetzte) und „Die fünfzig Bücher“.
Besondere Aufmerksamkeit wurde in der Reihe Männer und Völker den Staatsmännern und Köpfen der deutschen Feindstaaten im Ersten Weltkrieg zuteil (auch aus der Vergangenheit):
Band 13 der Reihe, Englische Staatsmänner (1916), von Sil-Vara zum Beispiel enthält neben einer Einleitung Kapitel zu Sir Edward Grey, Mr. Asquith, Arthur James Balfour, Joseph Chamberlain, Lloyd-George, Winston Churchill, Lord Kitchener, Admiral Fisher, Lord Curzon, John Burns, Lord Rosebery, Bonar Law, Parnell, John Redmond, Sir Edward Carson, Lord Northcliffe sowie eine Zeittafel.
Band 9, Französische Staatsmänner, von Max Nordau enthält die Kapitel: Die zwei Frankreichs, Adolphe Thiers,
Mac Mahon, Jules Simon, Léon Gambetta, Jules Grévy, Jules Ferry, Waldeck-Rousseau, Émile Combes, Georges Clemenceau, Jean Jaurès.
Der Band 11, Russische Köpfe von Theodor Schiemann, der in einer Vielzahl von Schriften die „russische Gefahr“ propagierte, enthält Kapitel: Peter der Große, Drei deutsche Russen: Ostermann, Münnich, Ernst Johann Biron, Katharina II. und Potemkin, Alexander I., Michail Alexandrowitsch Bakunin, Von Nikolaus I. zu Nikolaus II.
Der Band 6, Afrikanische Köpfe. Charakterskizzen aus der neueren Geschichte Afrikas (1915), von Carl Peters, dem deutschen Kolonialisten und Afrikareisenden mit stark ausgeprägter rassistischer Einstellung, enthält neben einer Einleitung (Die Erschließung Afrikas) Kapitel zu Paul Krüger, Cecil Rhodes, Kaiser Menelik II. von Abessinien, Emin Pascha, König Leopold II. und der Kongostaat.
Die folgende Übersicht erhebt keinen Anspruch auf Aktualität oder Vollständigkeit:

## Bände (Auswahl)
- Arbeiterbewegung und Sozialdemokratie. Kampffmeyer, Paul. - Berlin : Ullstein, 1919
- Der moderne Sozialismus. Quessel, Ludwig. - Berlin : Ullstein, 1919 Inhalt
- Deutschböhmen. Lodgman von Auen, Rudolf. - Berlin : Ullstein, 1919
- Oesterreichs Ende. Wieser, Friedrich von. - Berlin : Ullstein, 1919
- Süd-Tirol. Berlin : Ullstein, 1919
- Friedenskongresse und Friedensschlüsse im 19. und 20. Jahrhundert. Wertheimer, Eduard von. - Berlin : Ullstein, 1917
- Österreich-Ungarns Neubau unter Kaiser Franz Joseph I. Fournier, August. - Berlin : Ullstein, 1917
- Unser Recht auf den U-Bootskrieg. Hollweg, Karl. - Berlin : Ullstein, 1917
- Ägypten und Indien. Preyer, Axel Thierry. - Berlin : Ullstein, 1916
- Amerika. Bratter, Karl Adolf. - Berlin : Ullstein, 1916
- Deutschlandswirtschaftliche Widerstandskraft. Cassel, Gustav. - Berlin : Ullstein, 1916
- Die Kolonialreiche der Großmächte 1871–1916. Zimmermann, Alfred. - Berlin : Ullstein, 1916 Inhalt
- Die Verkünder des deutschen Idealismus. Bulle, Oskar. - Berlin : Ullstein, 1916 (Inhalt: Vorwort, Die Zeit nach der Reformation, Klopstock der Erwecker, Lessing der Wegebereiter, Herder der Seher, Goethe der Erfüller, Schiller der Verkünder, Kleist der Kämpfer)
- Englische Staatsmänner. Sil-Vara. - Berlin : Ullstein, 1916
- Französische Staatsmänner. Nordau, Max. - Berlin : Ullstein, 1916
- Russische Köpfe. Schiemann, Theodor. - Berlin : Ullstein, 1916
- Weltpolitik und Weltkatastrophe 1890–1915. Herre, Paul. - Berlin : Ullstein, 1916
- Aegypten in Vergangenheit und Gegenwart. Steindorff, Georg. - Berlin : Ullstein, 1915
- Afrikanische Köpfe. Peters, Carl. - Berlin : Ullstein, 1915
- Bismarcks Erbe. Delbrück, Hans. - Berlin : Ullstein, 1915
- Das englische Gesicht. Berlin : Ullstein, 1915
- Die Träger des deutschen Idealismus. Eucken, Rudolf. - Berlin: Ullstein, 1915 (Inhalt: Zum Geleit, Von Meister Eckhart bis Kant, Kant, Fichte, Die Romantik, Schelling, Schleiermacher, Hegel, Zeitgenossen Hegels, Rückblick und Ausblick, Sachregister)
- Die Welt des Islam. Delitzsch, Friedrich. - Berlin : Ullstein, 1915
- Moltke. Janson, August von. - Berlin : Ullstein, 1915